# P&O Nedlloyd
P&O Nedlloyd Container Line Limited var et engelsk-hollandsk verdensomspændende oceangående containerrederi, med dobbelt hovedkvarter i London og Rotterdam. Selskabet blev dannet i 1997 ved sammenlægningen af containerafdelingen af det førende hollandske transportselskab Nedlloyd Lines, en underafdeling af Nedlloyd-koncernen, og den britiske maritime rederigigant P&O Group (P&O Containers). Fusionen var på daværende tidspunkt den største i det ellers fragmenterede containermarked, og anses generelt for at have påbegyndt den efterfølgende industrikonsolidering. Fusionen skabte en rederipendant til andre store anglo-nederlandske samarbejder, så som Shell, Unilever og Reed Elsevier.
I 2004 opkøbte Royal Nedlloyd de sidste udestående aktier i P&O og selskabet blev listet på den hollandske børs. Royal Nedlloyd blev opkøbt af A.P. Møller - Mærsk i 2005 og blev sammenlagt med containerafdelingen af Mærsk-Sealand og samlet kaldt for Mærsk Line. Eftersom Sealand oprindeligt var amerikansk, bibeholder Mærsk Line således de hollandske, britiske, amerikanske såvel som danske maritime rødder.